# Сяппяваара
Ся́ппяваара (карел. Seppüvuaru) — старинная карельская деревня в составе Коверского сельского поселения Олонецкого национального района Республики Карелия, комплексный памятник истории.

## Общие сведения

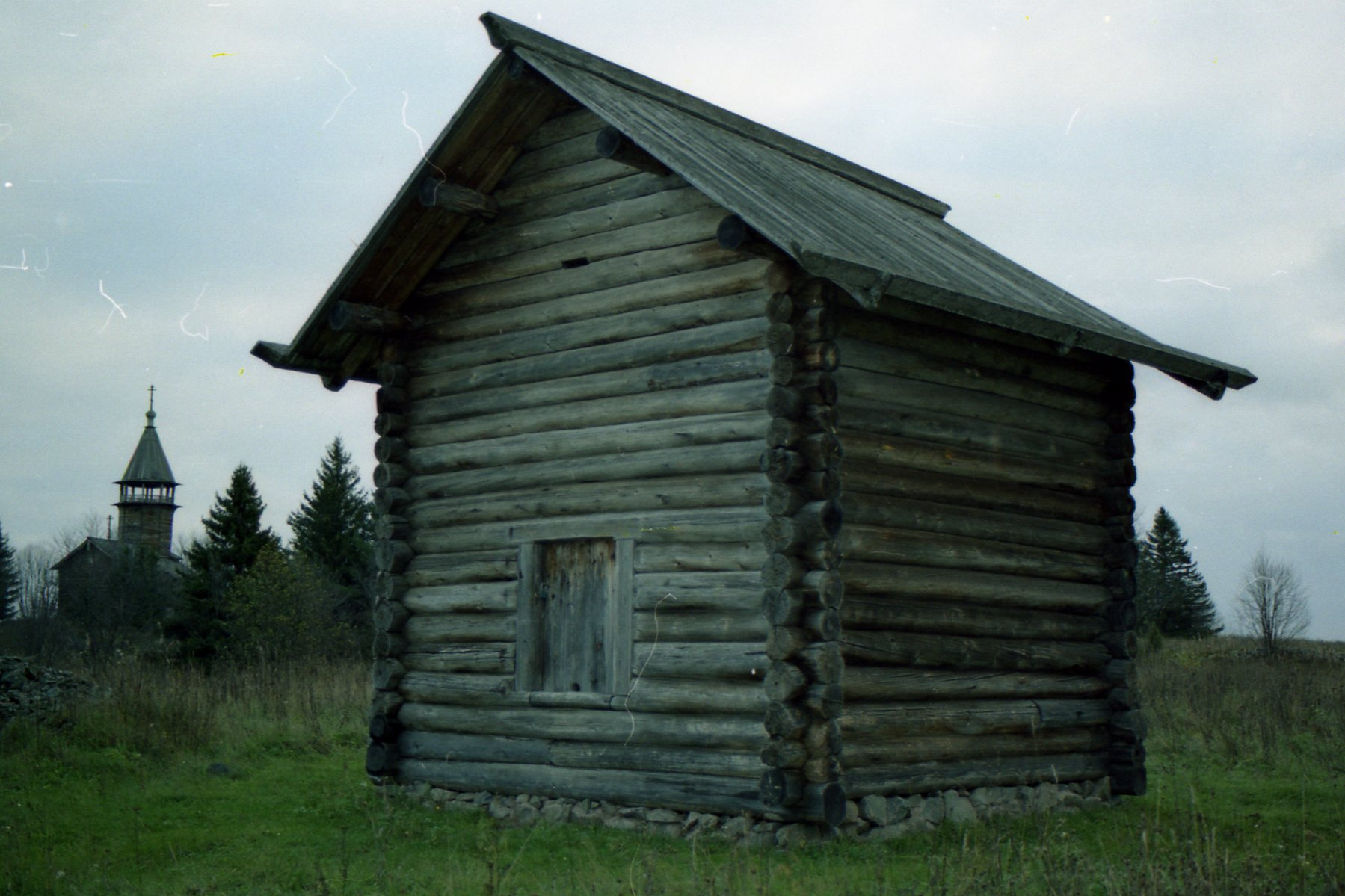
Амбар из деревни Сяппяваара в музее-заповеднике «Кижи»

Расположена на берегу лесного озера Сяппявааранъярви.
Сохраняется деревянная часовня Георгия Победоносца XIX века.

## Население
| 2002 | 2009 | 2010 | 2013 |
| ---- | ---- | ---- | ---- |
| 0    | →0   | →0   | →0   |

## Интересные факты
Памятник архитектуры второй половины XIX века — амбар из деревни Сяппяваара был перенесен в музей-заповедник «Кижи».